# Rabih Ataya
Rabih Ataya (arabisch ربيع عطايا, DMG Rabīʿ ʿAṭāyā; * 16. Juli 1989 in Beirut) ist ein libanesischer Fußballspieler.

## Karriere

### Verein
Rabih Ataya stand bis 2008 beim libanesischen Verein Tadamon Sur Club unter Vertrag. Der Verein aus Tyros spielte in der ersten libanesischen Liga. Am 1. Juli 2008 wechselte er zum Ligakonkurrenten al-Ansar und gewann dort zwei Jahre später mit dem nationalen Pokalsieg seinen ersten Titel. 2012 holte er mit dem Klub erneut diesen Pokal. Das Endspiel gegen den Nejmeh Club gewann man mit 2:1 nach Verlängerung. Im gleichen Jahr gewann er mit dem Klub den Supercup. Das Spiel gegen den libanesischen Meister Safa SC Beirut gewann man mit 1:0. Die Saison 2014/2015 feierte man die Vizemeisterschaft. Nach 88 Ligaspielen wechselte er im Januar 2017 in den Iran. Hier unterschrieb er einen Vertrag bei Zob Ahan Isfahan. Mit dem Verein aus Isfahan spielte er in der höchsten iranischen Liga, der Persian Gulf Pro League. Mit dem Verein feierte er die Vizemeisterschaft der Saison 2017/2018. Am 1. Juli 2018 kehrte er in sein Heimatland zurück. Hier nahm ihn der Erstligist al Ahed aus Beirut unter Vertrag. Mit al Ahed wurde er Meister der Saison 2018/19. 2019 stand er mit al Ahed im Finale des AFC Cup. Das Endspiele gegen den 25. April SC aus Nordkorea gewann man mit 1:0. Die Saison 2020 wechselte er auf Leihbasis nach Malaysia. Hier spielte er für den UiTM FC. Der Verein aus Shah Alam spielte in der ersten malaysischen Liga, der Malaysia Super League. Für UiTM absolvierte er neun Erstligaspiele und schoss dabei zwei Tore. Die Saison 2021 wurde er an den ebenfalls in der ersten malaysischen Liga spielenden Kedah Darul Aman FC ausgeliehen. Für den Verein aus Alor Setar absolvierte er 18 Erstligaspiele. Im Dezember 2021 kehrte er zu al Ahed zurück. Im Januar 2022 spielte er auf Leihbasis für den Adschman Club. Für den Verein aus den Vereinigten Arabischen Emiraten absolvierte er ein Spiel in der UAE Pro League. Im Februar 2022 kehrte er nach al Ahed zurück und wurde dort eine Saison später erneut Meister. Auch bei seinem aktuellen Verein Nejmeh Club, wo er seit Anfang 2024 aktiv ist, gewann er ein paar Monate später wieder diesen Titel.

### Nationalmannschaft
Rabih Ataya spielt seit 2012 in der libanesischen A-Nationalmannschaft. Bisher bestritt er 54 Länderspiele und erzielte dabei fünf Treffer. Anfang 2019 nahm er mit der Auswahl an der Asienmeisterschaft teil und kam dort beim Vorrundenaus zu zwei Einsätzen.

## Erfolge
al-Ansar
- Libanesischer Pokalsieger: 2010, 2012
- Libanesischer Superpokalsieger: 2012

al Ahed
- Libanesischer Meister: 2019, 2023
- AFC Cup-Sieger: 2019

Nejmeh Club
- Libanesischer Meister: 2024